# Nati nel 1863
| Questa pagina contiene informazioni ricavate automaticamente dalle voci biografiche con l'ausilio del template Bio e di un bot. L'aggiornamento è periodico e automatico e ricostruisce completamente la pagina. Se manca una persona in questa lista, sei pregato di non aggiungerla, ma accertati piuttosto che la sua voce biografica contenga il template Bio e che i dati anagrafici siano correttamente compilati. Se il template Bio manca, inseriscilo tu stesso o, in alternativa, metti l'avviso {{tmp\|Bio}} che ne segnala la mancanza. Se i dati riportati sono sbagliati, correggi direttamente la voce biografica; le modifiche saranno visibili in questa lista entro pochi giorni. Per chiarimenti vedi il progetto biografie. La lista contiene solo le 697 persone che sono citate nell'enciclopedia e per le quali è stato implementato correttamente il template Bio. Pagina aggiornata al 18 ago 2025. |

## Gennaio(48)
- 1º gennaio - Rūdolfs Blaumanis, scrittore, giornalista e drammaturgo lettone († 1908)
- 1º gennaio - Heinrich Clam-Martinic, politico austro-ungarico († 1932)
- 1º gennaio - Pierre de Coubertin, dirigente sportivo, pedagogo e storico francese († 1937)
- 1º gennaio - Italia Donati, insegnante italiana († 1886)
- 1º gennaio - Iōannīs Fragkoudīs, tiratore a segno greco († 1916)
- 1º gennaio - Aleko Konstantinov, scrittore bulgaro († 1897)
- 1º gennaio - Carlo Tiochet, paroliere e scrittore italiano († 1912)
- 2 gennaio - Adolfo De Bosis, poeta, traduttore e dirigente d'azienda italiano († 1924)
- 4 gennaio - Giuseppe Amato Pojero, filosofo italiano († 1940)
- 4 gennaio - István Apáthy, medico ungherese († 1922)
- 4 gennaio - Adolphe Guillaumat, generale francese († 1940)
- 5 gennaio - Konstantin Sergeevič Stanislavskij, attore, regista teatrale e insegnante russo († 1938)
- 6 gennaio - Adolf Paul, scrittore svedese († 1943)
- 6 gennaio - Sydney Martineau, schermidore britannico († 1945)
- 8 gennaio - Ernesto Bosch, avvocato, diplomatico e politico argentino († 1951)
- 8 gennaio - August Knoblauch, neurologo tedesco († 1919)
- 8 gennaio - Emilio Quadrelli, scultore italiano († 1925)
- 8 gennaio - Paul Scheerbart, scrittore e disegnatore tedesco († 1915)
- 8 gennaio - Ellen Semple, geografa statunitense († 1932)
- 9 gennaio - David Danskin, calciatore scozzese († 1948)
- 10 gennaio - Félix Wielemans, generale belga († 1917)
- 12 gennaio - Outram Bangs, zoologo statunitense († 1932)
- 12 gennaio - Vivekananda, mistico e filosofo indiano († 1902)
- 13 gennaio - Viktor Ivanovič Nesmelov, teologo e filosofo russo († 1937)
- 14 gennaio - Kishida Toshiko, scrittrice e oratrice giapponese († 1901)
- 14 gennaio - Ljubomir Miletič, slavista bulgaro († 1937)
- 14 gennaio - Richard Felton Outcault, fumettista e illustratore statunitense († 1928)
- 14 gennaio - Manuel Gomes da Costa, generale e politico portoghese († 1929)
- 15 gennaio - Edward Gleichen, generale inglese († 1937)
- 15 gennaio - Frederic George Kenyon, paleografo e papirologo britannico († 1952)
- 15 gennaio - Wilhelm Marx, politico tedesco († 1946)
- 16 gennaio - Wilfrid North, regista, attore e sceneggiatore britannico († 1935)
- 16 gennaio - Lewis Thomas Wattson, presbitero statunitense († 1940)
- 17 gennaio - David Lloyd George, politico britannico († 1945)
- 18 gennaio - Oskar Troplowitz, imprenditore e farmacologo tedesco († 1918)
- 19 gennaio - Tommaso Pio Boggiani, cardinale e arcivescovo cattolico italiano († 1942)
- 19 gennaio - Giovanni Rodeghiero, militare italiano († 1915)
- 19 gennaio - Werner Sombart, economista e sociologo tedesco († 1941)
- 21 gennaio - Augustin Roy, missionario e vescovo cattolico francese († 1937)
- 22 gennaio - Giuseppe Albini, filologo classico, latinista e politico italiano († 1933)
- 22 gennaio - Nicola Alongi, sindacalista italiano († 1920)
- 23 gennaio - Gennaro Marciano, avvocato e politico italiano († 1944)
- 24 gennaio - August Adler, matematico tedesco († 1923)
- 24 gennaio - Fabio Guidi, imprenditore e politico italiano († 1944)
- 24 gennaio - Adli Yakan Pascià, politico egiziano († 1933)
- 25 gennaio - Ivan Trinko, linguista e storiografo sloveno († 1954)
- 30 gennaio - Luigi Buscalioni, biologo e botanico italiano († 1954)
- 30 gennaio - Joseph Jastrow, psicologo statunitense († 1944)

## Febbraio(42)
- 1º febbraio - Ludovico Antomelli, vescovo cattolico italiano († 1927)
- 2 febbraio - Francisco A. de Icaza, poeta e storico messicano († 1925)
- 2 febbraio - Nestor Aleksandrovič Kotljarevskij, storico della letteratura e letterato russo († 1925)
- 4 febbraio - Nevill Cobbold, calciatore inglese († 1922)
- 4 febbraio - Alfred Lacroix, geologo, mineralogista e vulcanologo francese († 1948)
- 4 febbraio - Pauline de Ahna, soprano tedesco († 1950)
- 5 febbraio - Pietro Fosci, fantino italiano († 1895)
- 5 febbraio - Georg Mühlberg, pittore, disegnatore e illustratore tedesco († 1925)
- 7 febbraio - J. S. Fletcher, giornalista e scrittore inglese († 1935)
- 7 febbraio - Clinton Edgar Woods, ingegnere elettrico, ingegnere meccanico e scrittore statunitense († 1927)
- 8 febbraio - Luigi Ziliotto, politico e patriota italiano († 1922)
- 9 febbraio - Anthony Hope, scrittore britannico († 1933)
- 9 febbraio - Giovanni Battista Marzuttini, pittore e musicista italiano († 1943)
- 9 febbraio - Auguste Stephane, ciclista su strada e pistard francese († 1947)
- 11 febbraio - John Fitzgerald, politico statunitense († 1950)
- 11 febbraio - Cornelius Osten, botanico tedesco († 1936)
- 12 febbraio - Alessandro Saporiti, militare e politico italiano († 1941)
- 13 febbraio - Milenko Vesnić, giurista e politico jugoslavo († 1921)
- 14 febbraio - Herby Arthur, calciatore inglese († 1930)
- 14 febbraio - Otto Kern, archeologo, filologo classico e epigrafista tedesco († 1942)
- 14 febbraio - Zenone Lavagna, pittore italiano († 1900)
- 14 febbraio - Ferruccio Quintavalle, storico italiano († 1953)
- 15 febbraio - Pietro Scoppetta, pittore italiano († 1920)
- 16 febbraio - Filippo Masperi, generale italiano († 1918)
- 17 febbraio - George Bickel, attore statunitense († 1941)
- 17 febbraio - Milovan Milovanović, politico e diplomatico serbo († 1912)
- 17 febbraio - Fëdor Sologub, scrittore, poeta e drammaturgo russo († 1927)
- 19 febbraio - Augusto Leguía y Salcedo, politico peruviano († 1932)
- 19 febbraio - Axel Thue, matematico norvegese († 1922)
- 20 febbraio - Lucien Pissarro, pittore e incisore francese († 1944)
- 21 febbraio - Aleksandr Vasil'evič Galickij, compositore di scacchi russo († 1921)
- 21 febbraio - Otto Jaekel, paleontologo tedesco († 1929)
- 22 febbraio - Chamaraja Wodeyar, principe indiano († 1894)
- 22 febbraio - Carlo Frati, bibliotecario italiano († 1930)
- 22 febbraio - Charles McLean Andrews, storico statunitense († 1943)
- 23 febbraio - Luigi Capotosti, cardinale e arcivescovo cattolico italiano († 1938)
- 23 febbraio - Franz von Stuck, pittore, scultore e illustratore tedesco († 1928)
- 24 febbraio - Umberto Cagni di Bu Meliana, nobile, ammiraglio e esploratore italiano († 1932)
- 27 febbraio - George Herbert Mead, filosofo, sociologo e psicologo statunitense († 1931)
- 27 febbraio - Joaquín Sorolla, pittore spagnolo († 1923)
- 28 febbraio - Alexis-Henri-Marie Lépicier, cardinale e arcivescovo cattolico francese († 1936)
- 28 febbraio - Gheorghe Marinescu, neurologo rumeno († 1938)

## Marzo(58)
- 1º marzo - Alberto Favara, etnomusicologo e compositore italiano († 1923)
- 1º marzo - Aleksandr Jakovlevič Golovin, pittore e scenografo russo († 1930)
- 1º marzo - Alessandro Mattioli Pasqualini, politico, diplomatico e nobile italiano († 1943)
- 2 marzo - Richard von Bienerth-Schmerling, politico austriaco († 1918)
- 2 marzo - Antonio Garella, scultore italiano († 1919)
- 2 marzo - Louis Jacobsohn-Lask, neurologo tedesco († 1941)
- 3 marzo - Arthur Machen, scrittore gallese († 1947)
- 3 marzo - Arturo Rietti, pittore italiano († 1943)
- 3 marzo - Ali-Aga Šichlinskij, generale azero († 1943)
- 4 marzo - Paolo Ajroldi di Robbiate, dirigente d'azienda italiano († 1932)
- 4 marzo - Ellen Gulbranson, soprano svedese († 1947)
- 4 marzo - Reginald Innes Pocock, zoologo, aracnologo e naturalista britannico († 1947)
- 5 marzo - Patrick Bowes-Lyon, nobile e tennista britannico († 1946)
- 5 marzo - Giulio Campili, magistrato e politico italiano († 1960)
- 6 marzo - Robert Bürkler, vescovo cattolico svizzero († 1930)
- 6 marzo - Théophile Laforge, violista francese († 1918)
- 7 marzo - Thomas Brassey, II conte Brassey, nobile, editore e militare inglese († 1919)
- 7 marzo - Francesco Paolo Moncada, nobile e politico italiano († 1940)
- 7 marzo - Giuseppe Ovio, medico e politico italiano († 1957)
- 8 marzo - Frank Fetter, economista statunitense († 1949)
- 8 marzo - Georgios Christakis-Zografos, politico, diplomatico e giurista greco († 1920)
- 11 marzo - Carlo Montanari, generale italiano († 1915)
- 11 marzo - Riccardo Pellegrini, pittore italiano († 1934)
- 11 marzo - Enrico San Martino Valperga, avvocato, dirigente d'azienda e politico italiano († 1947)
- 11 marzo - Sayaji Rao Gaekwad III, principe indiano († 1939)
- 12 marzo - Gabriele D'Annunzio, scrittore, poeta e drammaturgo italiano († 1938)
- 12 marzo - Eugenio De Rossi, generale e agente segreto italiano († 1929)
- 12 marzo - Carl Holsøe, pittore danese († 1935)
- 12 marzo - Vladimir Ivanovič Vernadskij, mineralogista russo († 1945)
- 13 marzo - Vittorio Chenal, sindacalista italiano († 1933)
- 13 marzo - José Américo Orzali, arcivescovo cattolico argentino († 1939)
- 15 marzo - Alberto di Schleswig-Holstein-Sonderburg-Glücksburg, principe tedesco († 1948)
- 16 marzo - Max van Berchem, arabista svizzero († 1921)
- 16 marzo - Friedrich Rinne, mineralogista e cristallografo tedesco († 1933)
- 17 marzo - Giulio della Chiesa, nobiluomo italiano († 1915)
- 17 marzo - Bartolomeo Gosio, medico, microbiologo e biochimico italiano († 1944)
- 17 marzo - P. H. McCarthy, politico irlandese († 1933)
- 17 marzo - Giovanni Targioni-Tozzetti, librettista e politico italiano († 1934)
- 18 marzo - Charles Chaplin Senior, cantante britannico († 1901)
- 18 marzo - Attilio Sarfatti, poeta e storico italiano († 1900)
- 18 marzo - William Sulzer, avvocato e politico statunitense († 1941)
- 18 marzo - Edgar Syers, pattinatore artistico su ghiaccio e dirigente sportivo britannico († 1946)
- 20 marzo - Carlo Castelli, arcivescovo cattolico italiano († 1933)
- 20 marzo - Ernesto Nazareth, compositore e pianista brasiliano († 1934)
- 21 marzo - George Latimer Bates, ornitologo, botanico e naturalista statunitense († 1940)
- 22 marzo - Mark Timofeevič Elizarov, rivoluzionario e politico russo († 1919)
- 23 marzo - Ettore Ciccotti, storico, politologo e politico italiano († 1939)
- 23 marzo - Giuseppe Cirincione, oculista e politico italiano († 1929)
- 24 marzo - William Sherman Jennings, politico statunitense († 1920)
- 25 marzo - Carrie Daumery, attrice belga († 1938)
- 25 marzo - William Robert Ogilvie-Grant, ornitologo scozzese († 1924)
- 25 marzo - Marie Soldat-Röger, violinista e docente austriaca († 1955)
- 27 marzo - Francesc Viñas, tenore spagnolo († 1933)
- 27 marzo - Henry Royce, imprenditore britannico († 1933)
- 27 marzo - Mito Umeta, supercentenaria giapponese († 1975)
- 28 marzo - Sylvain Lévi, storico delle religioni, orientalista e filologo francese († 1935)
- 30 marzo - Joseph Caillaux, politico francese († 1944)
- 30 marzo - Mary Whiton Calkins, psicologa e filosofa statunitense († 1930)

## Aprile(49)
- 2 aprile - Vittorio Brondi, politico italiano († 1932)
- 2 aprile - Mabel Cahill, tennista irlandese († 1905)
- 2 aprile - Agustín de Iturbide y Green, nobile e politico messicano († 1925)
- 2 aprile - Vittorio Spinazzola, archeologo italiano († 1943)
- 3 aprile - Domenico Mariani, cardinale italiano († 1939)
- 3 aprile - Henry van de Velde, architetto e pittore belga († 1957)
- 4 aprile - Blanche Marchesi, mezzosoprano francese († 1940)
- 5 aprile - Vittoria d'Assia-Darmstadt, principessa tedesca († 1950)
- 5 aprile - Brunetto Calamai, imprenditore italiano († 1936)
- 5 aprile - Leonilde Gabbi, soprano italiana († 1919)
- 6 aprile - Erminio Juvalta, filosofo italiano († 1934)
- 6 aprile - Achille Visocchi, politico italiano († 1945)
- 7 aprile - Derek Keppel, ufficiale inglese († 1944)
- 8 aprile - Jules Huret, scrittore e giornalista francese († 1915)
- 8 aprile - Arnold Edward Ortmann, naturalista e zoologo tedesco († 1927)
- 9 aprile - Luisa Anzoletti, poetessa e scrittrice italiana († 1925)
- 9 aprile - Martha Needle, serial killer australiana († 1894)
- 9 aprile - Henry De Vere Stacpoole, scrittore e medico irlandese († 1951)
- 10 aprile - Paul-Louis-Toussaint Héroult, scienziato francese († 1914)
- 10 aprile - Francesco Ruffini, giurista, storico e politico italiano († 1934)
- 12 aprile - André Maurel, giornalista e scrittore francese († 1943)
- 14 aprile - Robert Anning Bell, pittore e illustratore britannico († 1933)
- 14 aprile - Georg Buschan, etnologo tedesco († 1942)
- 14 aprile - Hal Reid, sceneggiatore, commediografo e regista statunitense († 1920)
- 16 aprile - Émile Friant, pittore francese († 1932)
- 16 aprile - Pietro Orsi, storico e politico italiano († 1943)
- 18 aprile - Leopold Berchtold, politico austriaco († 1942)
- 18 aprile - Hugh Longbourne Callendar, fisico britannico († 1930)
- 18 aprile - Linton Hope, architetto e velista britannico († 1920)
- 19 aprile - Feliks Michajlovič Blumenfel'd, compositore, pianista e direttore d'orchestra russo († 1931)
- 20 aprile - Enrico Guzzini, imprenditore italiano († 1948)
- 21 aprile - Antonio Cubeddu, poeta italiano († 1954)
- 21 aprile - Thurston Rostron, calciatore britannico († 1891)
- 22 aprile - Walter Franklin Prince, parapsicologo e presbitero statunitense († 1934)
- 23 aprile - Giosuè Cattarossi, vescovo cattolico italiano († 1944)
- 23 aprile - Beachcroft Towse, ufficiale inglese († 1948)
- 23 aprile - Giovanni Vailati, matematico, filosofo e storico italiano († 1909)
- 25 aprile - Belisario Domínguez, politico messicano († 1913)
- 26 aprile - George Auriol, grafico, pittore e compositore francese († 1938)
- 26 aprile - Arno Holz, scrittore tedesco († 1929)
- 26 aprile - Giovanni Battista Raimondo, generale italiano († 1939)
- 26 aprile - Charles Haslewood Shannon, pittore e incisore inglese († 1937)
- 27 aprile - Iōannīs Svorōnos, numismatico e archeologo greco († 1922)
- 28 aprile - Giuseppe Castellucci, architetto italiano († 1939)
- 29 aprile - William Randolph Hearst, editore, imprenditore e politico statunitense († 1951)
- 29 aprile - Konstantinos Kavafis, poeta e giornalista greco († 1933)
- 29 aprile - Maria Teresa Ledóchowska, religiosa polacca († 1922)
- 30 aprile - Leonardo Gigli, chirurgo e ginecologo italiano († 1908)
- 30 aprile - Max Skladanowsky, inventore e regista tedesco († 1939)

## Maggio(50)
- 1º maggio - Luigi Berzolari, matematico italiano († 1949)
- 1º maggio - Augustine Francis Schinner, vescovo cattolico statunitense († 1937)
- 4 maggio - Nihal Singh, principe indiano († 1901)
- 4 maggio - Robert Teichmüller, pianista e insegnante tedesco († 1939)
- 5 maggio - Carlo Chiostri, pittore e illustratore italiano († 1939)
- 5 maggio - Jules Ernest Renoux, pittore francese († 1932)
- 5 maggio - Anton Schiesser, generale austro-ungarico († 1926)
- 6 maggio - Roger Vittoz, medico e psichiatra svizzero († 1925)
- 7 maggio - Jessie MacLaren MacGregor, medico scozzese († 1906)
- 8 maggio - Cesira Ferrani, soprano italiana († 1943)
- 8 maggio - Georg Joachimsthal, medico e chirurgo tedesco († 1914)
- 8 maggio - Nikolaj Vasil'evič Orlov, pittore russo († 1924)
- 10 maggio - Kaarle Krohn, scrittore finlandese († 1933)
- 11 maggio - Adolfo Dumini, pittore e antiquario italiano
- 12 maggio - Charles Bordes, compositore francese († 1909)
- 12 maggio - Henri Expert, scrittore e musicologo francese († 1952)
- 12 maggio - Joseph Garibaldi, pittore francese († 1941)
- 12 maggio - Félix Michelet, velista francese († 1922)
- 12 maggio - Raul Pompeia, scrittore brasiliano († 1895)
- 13 maggio - Maximilian von Waldburg-Wolfegg-Waldsee, principe e politico tedesco († 1950)
- 14 maggio - John Charles Fields, matematico canadese († 1932)
- 14 maggio - Vilém Mrštík, scrittore ceco († 1912)
- 15 maggio - Frank Hornby, inventore, imprenditore e politico britannico († 1936)
- 17 maggio - Charles Robert Ashbee, architetto, designer e decoratore britannico († 1942)
- 17 maggio - Gustav Jahn, alpinista, pittore e grafico austriaco († 1919)
- 18 maggio - Dan Crimmins, attore britannico († 1945)
- 18 maggio - Matt McQueen, calciatore e allenatore di calcio scozzese († 1944)
- 19 maggio - Jean Etienne Charles Marcel Ratyé, ammiraglio francese († 1946)
- 20 maggio - Liang Zhenpu, insegnante cinese († 1932)
- 20 maggio - Konstantin Satunin, zoologo russo († 1915)
- 20 maggio - Carlo Scotti, avvocato e politico italiano († 1940)
- 21 maggio - Eugenio d'Asburgo-Teschen, generale austriaco († 1954)
- 21 maggio - John Robertson Henderson, zoologo e antiquario britannico († 1925)
- 21 maggio - Dimităr Stančov, diplomatico e politico bulgaro († 1940)
- 22 maggio - Enrico Amaturo, matematico e urbanista italiano († 1946)
- 22 maggio - Josephine Diebitsch Peary, esploratrice e scrittrice statunitense († 1955)
- 23 maggio - Vladislav Vladislavovič Gorodeckij, architetto polacco († 1930)
- 23 maggio - Marija Preobraženskaja, alpinista russa († 1932)
- 24 maggio - Cesare Pirzio Biroli, militare italiano († 1915)
- 25 maggio - Camille Erlanger, compositore francese († 1919)
- 25 maggio - Francesco Joele, imprenditore e politico italiano († 1935)
- 25 maggio - Heinrich Rickert, filosofo tedesco († 1936)
- 26 maggio - José Camilo Crotto, politico e avvocato argentino († 1936)
- 26 maggio - Bob Fitzsimmons, pugile britannico († 1917)
- 26 maggio - Mathilde de Morny, nobile, pittrice e scultrice francese († 1944)
- 27 maggio - Ambrogio Portaluppi, presbitero, teologo e scrittore italiano († 1923)
- 27 maggio - Franz Schalk, direttore d'orchestra austriaco († 1931)
- 29 maggio - Ivan Šusteršič, politico e avvocato austro-ungarico († 1925)
- 30 maggio - W. H. D. Rouse, docente, grecista e latinista britannico († 1950)
- 31 maggio - Francis Younghusband, esploratore, giornalista e ufficiale inglese († 1942)

## Giugno(53)
- 1º giugno - Hugo Münsterberg, psicologo tedesco († 1916)
- 2 giugno - Mac Barnes, attore statunitense († 1923)
- 2 giugno - Felix Weingartner, compositore e direttore d'orchestra austriaco († 1942)
- 3 giugno - Léonie Martin, monaca cristiana francese († 1941)
- 3 giugno - Ermanno Loevinson, storico e archivista tedesco († 1943)
- 3 giugno - Jevhen Petruševyč, politico e avvocato ucraino († 1940)
- 3 giugno - Richard von Wettstein, botanico austriaco († 1931)
- 4 giugno - Luigi De Servi, pittore e decoratore italiano († 1945)
- 5 giugno - Camillo Peano, politico italiano († 1930)
- 5 giugno - Arthur Somervell, compositore inglese († 1937)
- 6 giugno - George Hernandez, attore statunitense († 1922)
- 7 giugno - Albert Sidney Burleson, politico statunitense († 1937)
- 7 giugno - Daniel Salamanca, politico boliviano († 1935)
- 9 giugno - Ricca Allen, attrice canadese († 1949)
- 10 giugno - Jean Ajalbert, scrittore, poeta e critico d'arte francese († 1947)
- 10 giugno - Louis Couperus, scrittore e poeta olandese († 1923)
- 10 giugno - Madeleine Zillhardt, scrittrice e pittrice francese († 1950)
- 11 giugno - Gustave Hermite, fisico e inventore francese († 1914)
- 12 giugno - Bertram Mackennal, scultore e medaglista australiano († 1931)
- 12 giugno - Lev Skrbenský Hříště, cardinale e arcivescovo cattolico ceco († 1938)
- 13 giugno - Camillo Manfroni, storico e politico italiano († 1935)
- 13 giugno - Lady Duff Gordon, costumista e stilista britannica († 1935)
- 13 giugno - Essad Pascià, politico albanese († 1920)
- 14 giugno - Charles Flavell Hayward, violinista, direttore d'orchestra e compositore inglese († 1906)
- 16 giugno - Francisco León de la Barra, politico messicano († 1939)
- 16 giugno - Paul Vidal, compositore, direttore d'orchestra e docente francese († 1931)
- 17 giugno - Charles Eugene Lancelot Brown, progettista e imprenditore svizzero († 1924)
- 17 giugno - Carlo Michele di Meclemburgo-Strelitz, nobile († 1934)
- 18 giugno - Antonio Biondi y de Viesca, ammiraglio e politico spagnolo († 1953)
- 19 giugno - William A. Brady, imprenditore, impresario teatrale e produttore cinematografico statunitense († 1950)
- 19 giugno - John Goodall, calciatore e allenatore di calcio inglese († 1942)
- 20 giugno - Luigi Alberto Villanis, musicologo italiano († 1906)
- 21 giugno - Hermann Krukenberg, chirurgo tedesco († 1935)
- 21 giugno - Ludwig Lange, fisico tedesco († 1936)
- 21 giugno - Max Wolf, astronomo tedesco († 1932)
- 22 giugno - Gottlieb von Jagow, politico tedesco († 1935)
- 22 giugno - John Martin-Harvey, attore, direttore teatrale e produttore teatrale inglese († 1944)
- 22 giugno - Beniamino Vergani, scacchista italiano († 1927)
- 23 giugno - Christian Fredrik Michelet, avvocato e politico norvegese († 1927)
- 23 giugno - Lee Morris, attore statunitense († 1933)
- 26 giugno - Antonio Berlese, entomologo italiano († 1927)
- 26 giugno - Beniamino Donzelli, imprenditore, dirigente d'azienda e politico italiano († 1952)
- 26 giugno - Alfred Grenander, architetto svedese († 1931)
- 26 giugno - Ivan Semënovič Sergeev, navigatore russo († 1919)
- 27 giugno - Henri Beau, pittore canadese († 1949)
- 27 giugno - E. H. Calvert, attore e regista statunitense († 1941)
- 27 giugno - Giuliano Dacij, presbitero ucraino († 1947)
- 28 giugno - Carlo Balboni, scultore italiano († 1947)
- 28 giugno - Sergej L'vovič Tolstoj, scrittore e musicologo russo († 1947)
- 29 giugno - Eugène Prévost, ciclista su strada francese († 1961)
- 29 giugno - Wilbert Robinson, giocatore di baseball e allenatore di baseball statunitense († 1934)
- 29 giugno - Louis d'Havrincourt, cavaliere francese († 1928)
- 30 giugno - Alberico Crescitelli, missionario e presbitero italiano († 1900)

## Luglio(48)
- 2 luglio - Maurice Vaucaire, drammaturgo e romanziere francese († 1918)
- 2 luglio - Emil Vogt, architetto svizzero († 1936)
- 3 luglio - Vittorio Luigi Alfieri, generale e politico italiano († 1918)
- 4 luglio - Hugo Winckler, archeologo e storico tedesco († 1913)
- 5 luglio - Gonzalo Córdova, politico ecuadoriano († 1928)
- 5 luglio - Tibor von Földváry, pattinatore artistico su ghiaccio ungherese († 1912)
- 5 luglio - Ľudovít Maróthy, scrittore e pastore protestante slovacco († 1899)
- 6 luglio - Reginald McKenna, banchiere e politico britannico († 1943)
- 7 luglio - Marguerite Audoux, scrittrice francese († 1937)
- 7 luglio - Antonio Gioppi, militare italiano († 1916)
- 7 luglio - Arturo Nuvolari, ciclista su strada italiano († 1938)
- 8 luglio - Luigi Monticelli Obizzi, dirigente sportivo e powerlifter italiano († 1946)
- 8 luglio - Chandra Shamsher Jang Bahadur Rana, politico nepalese († 1929)
- 10 luglio - Alessandro Maino, imprenditore e politico italiano († 1929)
- 12 luglio - Albert Calmette, medico e microbiologo francese († 1933)
- 12 luglio - Charles Cottet, pittore francese († 1925)
- 12 luglio - Paul Drude, fisico tedesco († 1906)
- 12 luglio - Herschel Mayall, attore statunitense († 1941)
- 13 luglio - Cosimo Caruso, generale italiano († 1933)
- 13 luglio - Margaret Murray, egittologa e antropologa britannica († 1963)
- 14 luglio - Charles Le Goffic, poeta, romanziere e critico letterario francese († 1932)
- 15 luglio - Marcello Alessio, imprenditore italiano († 1938)
- 16 luglio - Tito Carbone, patologo italiano († 1904)
- 17 luglio - Roberto Ghiglianovich, politico e patriota italiano († 1930)
- 18 luglio - Emil Fick, schermidore svedese († 1930)
- 18 luglio - Ludwika Szczęsna, religiosa polacca († 1916)
- 19 luglio - Hermann Bahr, scrittore, commediografo e critico teatrale austriaco († 1934)
- 21 luglio - James O'Neill, attore statunitense († 1938)
- 21 luglio - C. Aubrey Smith, attore e crickettista britannico († 1948)
- 23 luglio - Sibil, poetessa, scrittrice e pubblicista armena († 1934)
- 23 luglio - Sándor Bródy, scrittore e giornalista ungherese († 1924)
- 23 luglio - Samuel Henry Kress, imprenditore, collezionista d'arte e mecenate statunitense († 1955)
- 23 luglio - Vittorio Pepe, compositore italiano († 1943)
- 23 luglio - Angelo Rodinò, generale italiano († 1961)
- 24 luglio - Tommy McCarthy, giocatore di baseball statunitense († 1922)
- 25 luglio - Adolphe Retté, scrittore francese († 1930)
- 25 luglio - Alison Skipworth, attrice britannica († 1952)
- 26 luglio - Paul Walden, chimico russo († 1957)
- 27 luglio - Giuseppe Appiani, chimico e ingegnere italiano († 1942)
- 27 luglio - Giuseppe Fumagalli, bibliografo e bibliotecario italiano († 1939)
- 29 luglio - Agesilao Flora, pittore italiano († 1952)
- 29 luglio - Paul Lecaron, tennista francese († 1940)
- 29 luglio - Henri Streicher, missionario e arcivescovo cattolico francese († 1952)
- 30 luglio - Percival Elgood, storico britannico († 1941)
- 30 luglio - Henry Ford, imprenditore statunitense († 1947)
- 30 luglio - Luigi Lucatello, patologo italiano († 1926)
- 31 luglio - Sidney Johnston Catts, politico statunitense († 1936)
- 31 luglio - Giacomo Desenzani, generale italiano († 1950)

## Agosto(46)
- 1º agosto - Gaston Doumergue, politico francese († 1937)
- 2 agosto - Antoun Boutros Arida, arcivescovo cattolico e patriarca cattolico libanese († 1955)
- 2 agosto - Antonio Pasinetti, pittore italiano († 1940)
- 3 agosto - Géza Gárdonyi, scrittore ungherese († 1922)
- 4 agosto - Alexander George McAdie, meteorologo statunitense († 1943)
- 6 agosto - Jarvis Hunt, golfista e architetto statunitense († 1941)
- 6 agosto - Prospero Montecchi, violoncellista italiano († 1947)
- 7 agosto - Scipione Riva Rocci, medico italiano († 1937)
- 9 agosto - Álvaro Figueroa y Torres, politico e imprenditore spagnolo († 1950)
- 9 agosto - Henri Smulders, velista olandese († 1933)
- 10 agosto - Friedrich Schwally, islamista tedesco († 1919)
- 11 agosto - Ludwig Goiginger, generale austro-ungarico († 1931)
- 11 agosto - Susana Paz Castillo Ramírez, religiosa venezuelana († 1940)
- 11 agosto - Ernesto Gunther di Schleswig-Holstein-Sonderburg-Augustenburg, nobile tedesco († 1921)
- 11 agosto - Luella Varney Serrao, scultrice statunitense († 1948)
- 12 agosto - Félix Legueu, ginecologo francese († 1939)
- 13 agosto - Lorenzo Cecconi, pittore italiano († 1947)
- 13 agosto - Bernardo Dessau, fisico tedesco († 1949)
- 13 agosto - Jeanne Jacquemin, pittrice e disegnatrice francese († 1938)
- 13 agosto - William Thomas, sociologo statunitense († 1947)
- 15 agosto - Maurice Gufflet, velista francese († 1915)
- 15 agosto - Peider Lansel, scrittore, poeta e diplomatico svizzero († 1943)
- 16 agosto - Giulio Bernardini, architetto italiano († 1946)
- 16 agosto - Gabriel Pierné, compositore, organista e direttore d'orchestra francese († 1937)
- 18 agosto - Alfredo Ascoli, giurista italiano († 1942)
- 18 agosto - Ludvík Aust, politico ceco († 1924)
- 18 agosto - Giuseppe Papaleoni, storico italiano († 1943)
- 19 agosto - Federico Camuri, pittore e fotografo italiano († 1954)
- 19 agosto - Adele Sandrock, attrice tedesca († 1937)
- 20 agosto - Enrico Falaschi, politico italiano († 1929)
- 20 agosto - Henry Fatio, banchiere svizzero († 1930)
- 20 agosto - Corrado Segre, matematico italiano († 1924)
- 21 agosto - Jules Destrée, politico, avvocato e scrittore belga († 1936)
- 21 agosto - Joseph Hürbin, storico e insegnante svizzero († 1912)
- 21 agosto - Juan Sinforiano Bogarín, arcivescovo cattolico paraguaiano († 1949)
- 23 agosto - Giovanni De Agostini, editore, geografo e cartografo italiano († 1941)
- 23 agosto - Georgij Michajlovič Romanov, nobile russo († 1919)
- 24 agosto - Chaim Ozer Grodzinski, rabbino e educatore lituano († 1940)
- 24 agosto - May Sinclair, scrittrice, critica letteraria e attivista britannica († 1946)
- 28 agosto - André Blondel, ingegnere e fisico francese († 1938)
- 28 agosto - Sidney Drew, attore, regista e sceneggiatore statunitense († 1919)
- 28 agosto - Rosolino Poggi, generale italiano († 1940)
- 29 agosto - George Wyndham, politico e critico letterario inglese († 1913)
- 30 agosto - Camillo Acqua, entomologo italiano († 1933)
- 30 agosto - Sergej Michajlovič Prokudin-Gorskij, chimico e fotografo russo († 1944)
- 31 agosto - Isabella di Baviera, nobile tedesca († 1924)

## Settembre(58)
- 1º settembre - João Pinheiro Chagas, giornalista e politico portoghese († 1925)
- 1º settembre - Bijou Heron, attrice teatrale statunitense († 1937)
- 1º settembre - Ulisse Ortensi, poeta, traduttore e bibliotecario italiano († 1935)
- 3 settembre - Hans Aanrud, scrittore norvegese († 1953)
- 3 settembre - Jean Alfred Marioton, pittore e decoratore francese († 1903)
- 4 settembre - Alfred Rehder, botanico francese († 1949)
- 5 settembre - Francesco Saverio Monticelli, zoologo italiano († 1927)
- 5 settembre - Mario Todeschini, politico, avvocato e giornalista italiano († 1937)
- 6 settembre - Giovanni Sardi, architetto italiano († 1913)
- 6 settembre - Jessie Willcox Smith, illustratrice statunitense († 1935)
- 7 settembre - Winifred Cavendish-Bentinck, duchessa di Portland, nobildonna e attivista inglese († 1954)
- 7 settembre - Jens Ferdinand Willumsen, pittore danese († 1958)
- 8 settembre - Eusebi Arnau, scultore spagnolo († 1933)
- 8 settembre - Maria del Divin Cuore, religiosa tedesca († 1899)
- 8 settembre - W. W. Jacobs, scrittore inglese († 1943)
- 10 settembre - Alfredo Baccelli, scrittore e politico italiano († 1955)
- 10 settembre - Charles Spearman, psicologo e statistico britannico († 1945)
- 11 settembre - Sulaiman di Selangor, sovrano malese († 1938)
- 12 settembre - Enrichetta Carafa Capecelatro, poetessa, scrittrice e traduttrice italiana († 1941)
- 12 settembre - Marie Luise Gothein, storica dell'arte e traduttrice tedesca († 1931)
- 12 settembre - Stanisław Julian Ignacy Ostroróg, fotografo inglese († 1929)
- 13 settembre - Cyrus Adler, orientalista statunitense († 1940)
- 13 settembre - Cesare De Lollis, filologo italiano († 1928)
- 13 settembre - Arthur Henderson, politico e sindacalista britannico († 1935)
- 13 settembre - Franz von Hipper, ammiraglio tedesco († 1932)
- 13 settembre - Ernesto II di Hohenlohe-Langenburg, principe tedesco († 1950)
- 15 settembre - Ivan Kolev, generale bulgaro († 1917)
- 15 settembre - Horatio Parker, compositore, organista e docente statunitense († 1919)
- 15 settembre - Arturo Tricomi, architetto italiano († 1928)
- 16 settembre - Alexander Hansa, ammiraglio austriaco († 1918)
- 17 settembre - Norman Bingley, velista britannico († 1940)
- 17 settembre - Niwa Kawamoto, supercentenaria giapponese († 1976)
- 17 settembre - Francesco Rossi, avvocato e politico italiano († 1948)
- 17 settembre - Viggo Stuckenberg, poeta danese († 1905)
- 20 settembre - Andrew Amos, calciatore inglese († 1931)
- 21 settembre - John Bunny, attore e comico statunitense († 1915)
- 22 settembre - Ferenc Herczeg, scrittore ungherese († 1954)
- 22 settembre - William Küster, chimico tedesco († 1929)
- 22 settembre - Giuseppe Malladra, militare e politico italiano († 1940)
- 22 settembre - Alexandre Yersin, medico, batteriologo e naturalista svizzero († 1943)
- 23 settembre - Mary Church Terrell, attivista e giornalista statunitense († 1954)
- 23 settembre - Giuseppe Majorana, economista, statistico e politico italiano († 1940)
- 23 settembre - Achille Papa, generale italiano († 1917)
- 23 settembre - William Lutley Sclater, zoologo britannico († 1944)
- 24 settembre - Frate Menotti, disegnatore italiano († 1924)
- 25 settembre - Edmund Burke Delabarre, psicologo statunitense († 1945)
- 25 settembre - Augusto Stella, ingegnere e geologo italiano († 1944)
- 26 settembre - Vittorio Emanuele Pittaluga, generale italiano († 1928)
- 26 settembre - Edward Skilton, tiratore a segno britannico († 1967)
- 27 settembre - Hans Cornelius, filosofo e psicologo tedesco († 1947)
- 27 settembre - Ferdinando Nunziante di San Ferdinando, imprenditore, giornalista e politico italiano († 1941)
- 28 settembre - Carlo I del Portogallo, sovrano portoghese († 1908)
- 28 settembre - Edouard Myin, tiratore a segno belga († 1931)
- 28 settembre - Vladimir Afanas'evič Obručev, geologo, esploratore e scrittore russo († 1956)
- 29 settembre - Hugo Haase, politico e giurista tedesco († 1919)
- 30 settembre - Giovanni Battista Carpanetto, pittore e pubblicitario italiano († 1928)
- 30 settembre - Reinhard Scheer, ammiraglio tedesco († 1928)
- 30 settembre - Percy Walters, calciatore inglese († 1936)

## Ottobre(55)
- 1º ottobre - Alberto Geremicca, politico e giornalista italiano († 1943)
- 1º ottobre - Oscar Schuster, alpinista, medico e scrittore tedesco († 1917)
- 3 ottobre - Pëtr Kuz'mič Kozlov, esploratore russo († 1935)
- 3 ottobre - Stanisław Zaremba, matematico polacco († 1942)
- 4 ottobre - Samuel Prescott Bush, imprenditore statunitense († 1948)
- 5 ottobre - Ludwig Borchardt, archeologo tedesco († 1938)
- 5 ottobre - Klara Zamenhof, esperantista polacca († 1924)
- 6 ottobre - Cesare Billia, militare italiano († 1915)
- 7 ottobre - Marcella Boveri, biologa statunitense († 1950)
- 8 ottobre - Alceo Cattalochino, generale italiano († 1917)
- 8 ottobre - Edythe Chapman, attrice statunitense († 1948)
- 8 ottobre - Fredrik Lilljekvist, architetto svedese († 1932)
- 9 ottobre - Emil Eichhorn, giornalista e politico tedesco († 1925)
- 9 ottobre - Albert Charles Seward, botanico e geologo britannico († 1941)
- 9 ottobre - Aleksandr Il'ič Ziloti, pianista e direttore d'orchestra russo († 1945)
- 10 ottobre - Helen Dunbar, attrice statunitense († 1933)
- 11 ottobre - Georges Gardet, scultore francese († 1939)
- 11 ottobre - Xavier Leroux, compositore e docente francese († 1919)
- 11 ottobre - Lucien Lesna, ciclista su strada e pistard francese († 1932)
- 11 ottobre - Richard Bouwens van der Boijen, architetto francese († 1939)
- 12 ottobre - Charles Hose, zoologo, etnologo e diplomatico britannico († 1929)
- 12 ottobre - Errico De Marinis, politico e avvocato italiano († 1919)
- 12 ottobre - Martin van Maële, artista e illustratore francese († 1926)
- 13 ottobre - Martin Aagaard, pittore norvegese († 1913)
- 14 ottobre - Achille Monti, medico italiano († 1937)
- 15 ottobre - Leopoldo Salvatore d'Asburgo-Lorena, nobile austriaco († 1931)
- 16 ottobre - Austen Chamberlain, politico britannico († 1937)
- 16 ottobre - Aurel Popovici, politico e giurista romeno († 1917)
- 18 ottobre - Ulisse Betti, fantino italiano († 1943)
- 19 ottobre - Gustav Frenssen, scrittore tedesco († 1945)
- 19 ottobre - Charles Huleatt, archeologo, calciatore e allenatore di calcio inglese († 1908)
- 19 ottobre - Oscar Larsen, attore norvegese († 1939)
- 20 ottobre - Pietro Lanza di Scalea, nobile e politico italiano († 1938)
- 20 ottobre - William Henry Young, matematico britannico († 1942)
- 21 ottobre - Karl Friedrich Heinrich Bruchmann, filologo classico tedesco († 1919)
- 22 ottobre - Adamo Boari, architetto e ingegnere italiano († 1928)
- 22 ottobre - Francesco Mancini Ardizzone, pittore italiano († 1948)
- 22 ottobre - Francesco Paleari, presbitero e predicatore italiano († 1939)
- 23 ottobre - Felix Ahrens, chimico tedesco († 1910)
- 23 ottobre - Pantelej Kiselov, generale bulgaro († 1927)
- 24 ottobre - Arnold Rosé, violinista austriaco († 1946)
- 24 ottobre - Adolfo Turchi, arcivescovo cattolico italiano († 1929)
- 27 ottobre - Semën An-skij, scrittore, drammaturgo e giornalista russo († 1920)
- 27 ottobre - Eduard von der Hellen, archivista, curatore editoriale e scrittore tedesco († 1927)
- 27 ottobre - Nicolò Madalena, militare italiano († 1913)
- 28 ottobre - William M. Nicholson, ammiraglio britannico († 1932)
- 28 ottobre - Ethel Sargant, botanica britannica († 1918)
- 28 ottobre - Traugott von Sauberzweig, generale tedesco († 1920)
- 30 ottobre - Giovanni Trossarelli, militare italiano († 1915)
- 31 ottobre - Giuseppe Beleno, militare italiano († 1916)
- 31 ottobre - Tom Ketchum, criminale statunitense († 1901)
- 31 ottobre - Paul Kristeller, storico dell'arte tedesco († 1931)
- 31 ottobre - Dick La Reno, attore irlandese († 1945)
- 31 ottobre - William Gibbs McAdoo, avvocato e politico statunitense († 1941)
- 31 ottobre - Quintino Rodrigues de Oliveira e Silva, vescovo cattolico brasiliano († 1929)

## Novembre(59)
- 2 novembre - Maria Margherita Caiani, religiosa italiana († 1921)
- 2 novembre - Jean-Baptiste Marchand, generale e esploratore francese († 1934)
- 2 novembre - Venny Soldan-Brofeldt, pittrice finlandese († 1945)
- 3 novembre - Alfred Perot, fisico francese († 1925)
- 4 novembre - John Lecky, rugbista a 15 neozelandese († 1917)
- 4 novembre - Walter Migula, botanico polacco († 1938)
- 5 novembre - James Ward Packard, imprenditore statunitense († 1928)
- 6 novembre - Archibald Thomas Robertson, grecista, teologo e predicatore statunitense († 1934)
- 7 novembre - Julián del Casal, poeta cubano († 1893)
- 8 novembre - Pio Cellini, scultore italiano († 1930)
- 8 novembre - Frederick Hervey, IV marchese di Bristol, politico e ammiraglio britannico († 1951)
- 8 novembre - Eero Järnefelt, pittore e insegnante finlandese († 1937)
- 8 novembre - Otto Maraini, architetto e politico svizzero († 1944)
- 8 novembre - Julius Moser, entomologo tedesco († 1929)
- 8 novembre - Lauro Severiano Müller, politico, diplomatico e ingegnere militare brasiliano († 1926)
- 8 novembre - René Viviani, politico francese († 1925)
- 9 novembre - Hans Wödl, alpinista, imprenditore e scrittore austriaco († 1937)
- 10 novembre - Italo Selvelli, compositore, pianista e direttore d'orchestra italiano († 1918)
- 11 novembre - Francesco Giannattasio, magistrato e politico italiano († 1932)
- 11 novembre - Paul Signac, pittore francese († 1935)
- 12 novembre - Albert Bachmann, filologo, linguista e lessicografo svizzero († 1934)
- 12 novembre - Achille Bertarelli, collezionista d'arte e scrittore italiano († 1938)
- 12 novembre - Karl Wilhelm Dove, geografo, meteorologo e esploratore tedesco († 1922)
- 12 novembre - Giovanni Tacci Porcelli, cardinale e arcivescovo cattolico italiano († 1928)
- 12 novembre - Johannes Thienemann, ornitologo tedesco († 1938)
- 13 novembre - Giuseppe Celle, ingegnere, urbanista e architetto italiano († 1924)
- 14 novembre - Leo Baekeland, chimico statunitense († 1944)
- 15 novembre - Sante Ceccherini, generale e schermidore italiano († 1932)
- 16 novembre - Giuliano Bonazzi, bibliotecario italiano († 1956)
- 16 novembre - Antonin-Dalmace Sertillanges, filosofo e teologo francese († 1948)
- 17 novembre - Winfield Scott Hammond, politico statunitense († 1915)
- 18 novembre - Eugenio Chiesa, politico italiano († 1930)
- 18 novembre - Richard Dehmel, poeta e scrittore tedesco († 1920)
- 18 novembre - Giuseppina Nicoli, religiosa italiana († 1924)
- 20 novembre - Ottavio Lanza Branciforte, nobile, militare e politico italiano († 1938)
- 20 novembre - Isaia Levi, politico e imprenditore italiano († 1949)
- 21 novembre - Giovanni Battista Cossetti, organista, compositore e direttore di banda italiano († 1955)
- 21 novembre - Claud Jacob, militare britannico († 1948)
- 21 novembre - Arthur Quiller-Couch, scrittore, critico letterario e poeta britannico († 1944)
- 22 novembre - Andrea Giacinto Longhin, arcivescovo cattolico italiano († 1936)
- 23 novembre - Sem, illustratore e scrittore francese († 1934)
- 23 novembre - János Hadik, politico ungherese († 1933)
- 24 novembre - Edwin Conklin, biologo e zoologo statunitense († 1952)
- 24 novembre - Brizio De Sanctis, politico italiano († 1951)
- 24 novembre - Alfred Larsen, velista norvegese († 1950)
- 24 novembre - Leberecht Maass, ammiraglio tedesco († 1914)
- 27 novembre - Olivier Collarini, schermidore italiano
- 27 novembre - Ol'ha Julianivna Kobyljans'ka, scrittrice ucraina († 1942)
- 27 novembre - Bill Leushner, tiratore a segno statunitense († 1935)
- 27 novembre - Nino Ronco, ingegnere e politico italiano († 1949)
- 28 novembre - Charles Filiger, pittore francese († 1928)
- 28 novembre - Dennis Hodgetts, calciatore inglese († 1945)
- 28 novembre - Edgar Jepson, scrittore inglese († 1938)
- 29 novembre - Georg Marco, scacchista e compositore di scacchi romeno († 1923)
- 29 novembre - Jules-Alexis Muenier, pittore e fotografo francese († 1942)
- 30 novembre - Andrés Bonifacio, rivoluzionario filippino († 1897)
- 30 novembre - Ho Fook, imprenditore e filantropo cinese († 1926)
- 30 novembre - Vincenzo Galasso, militare italiano († 1917)
- 30 novembre - Richard Mollier, fisico e ingegnere austriaco († 1935)

## Dicembre(62)
- 1º dicembre - Alce Nero, nativo americano († 1950)
- 1º dicembre - Qasim Amin, giurista e scrittore egiziano († 1908)
- 3 dicembre - Georgios Hatzianestis, generale greco († 1922)
- 3 dicembre - Gian Paolo Polini, medico, romanziere e storico italiano († 1908)
- 4 dicembre - Alfred Edward Moffat, musicista, compositore e editore scozzese († 1950)
- 4 dicembre - Samuel Ball Platner, archeologo statunitense († 1921)
- 5 dicembre - Paul Painlevé, matematico e politico francese († 1933)
- 6 dicembre - Charles Martin Hall, ingegnere e inventore statunitense († 1914)
- 6 dicembre - Laura Henderson, produttrice teatrale inglese († 1944)
- 6 dicembre - Giuseppe Marchesano, politico e avvocato italiano († 1951)
- 7 dicembre - Felix Calonder, politico svizzero († 1952)
- 7 dicembre - Pietro Mascagni, compositore e direttore d'orchestra italiano († 1945)
- 7 dicembre - Svetolik Ranković, scrittore serbo († 1899)
- 8 dicembre - Albert Abrams, medico e inventore statunitense († 1924)
- 8 dicembre - Giuseppe Sacheri, pittore italiano († 1950)
- 9 dicembre - John Burnet, filologo classico e storico scozzese († 1928)
- 9 dicembre - Alexander McAulay, matematico e fisico britannico († 1931)
- 10 dicembre - Maurice Hennequin, commediografo e librettista belga († 1926)
- 11 dicembre - Georg Bruchmüller, generale tedesco († 1948)
- 11 dicembre - Alfonso Canciani, scultore italiano († 1955)
- 11 dicembre - Annie Jump Cannon, astronoma statunitense († 1941)
- 12 dicembre - Edvard Munch, pittore norvegese († 1944)
- 13 dicembre - Pietro Baccelli, avvocato e politico italiano († 1930)
- 13 dicembre - Carl Großmann, serial killer tedesco († 1922)
- 13 dicembre - Harry Todd, attore statunitense († 1935)
- 13 dicembre - Johannes Weiß, teologo, biblista e docente tedesco († 1914)
- 15 dicembre - Luigi Capitanio, medico e politico italiano († 1922)
- 16 dicembre - Pietro Bonanno, politico italiano († 1905)
- 16 dicembre - Fred Dewhurst, calciatore inglese († 1895)
- 16 dicembre - Konrad zu Hohenlohe-Schillingsfürst, politico austriaco († 1918)
- 16 dicembre - George Santayana, filosofo, scrittore e poeta spagnolo († 1952)
- 17 dicembre - Carlo Lessona, giurista italiano († 1919)
- 17 dicembre - Henri Padé, matematico francese († 1953)
- 17 dicembre - R. A. F. Penrose, geologo e imprenditore statunitense († 1931)
- 18 dicembre - Edith Durham, viaggiatrice, scrittrice e etnografa britannica († 1944)
- 18 dicembre - Francesco Ferdinando d'Austria-Este, nobile e militare austriaco († 1914)
- 19 dicembre - Anselmo Anselmi, notaio italiano († 1943)
- 19 dicembre - Wallace Bryant, arciere statunitense († 1953)
- 19 dicembre - Milka Ternina, soprano croato († 1941)
- 19 dicembre - Ján Čajak, scrittore slovacco († 1944)
- 20 dicembre - Antonio Casertano, politico italiano († 1939)
- 20 dicembre - Margaret Greville, filantropa britannica († 1942)
- 20 dicembre - Silvio Petrone, magistrato e politico italiano († 1948)
- 20 dicembre - Charles Cutler Torrey, orientalista, archeologo e storico delle religioni statunitense († 1956)
- 22 dicembre - Antonio Ferrigno, pittore italiano († 1940)
- 22 dicembre - Domenico Montesano, matematico italiano († 1930)
- 22 dicembre - Giuseppe Rizzo, presbitero, politico e giornalista italiano († 1912)
- 24 dicembre - Adelaide Albani Tondi, giornalista e attivista italiana († 1939)
- 24 dicembre - Enrique Fernández Arbós, violinista, compositore e direttore d'orchestra spagnolo († 1939)
- 24 dicembre - Ljubomir Davidović, politico jugoslavo († 1940)
- 24 dicembre - Pilo Predella, matematico italiano († 1939)
- 24 dicembre - William Wurtenburg, giocatore di football americano statunitense († 1957)
- 25 dicembre - César Bettex, tiratore a volo francese
- 26 dicembre - Raffaele Bastianelli, chirurgo e politico italiano († 1961)
- 26 dicembre - Giorgio Nobili, militare e politico italiano († 1945)
- 26 dicembre - Charles Pathé, produttore cinematografico francese († 1957)
- 26 dicembre - Luigi Pietrobono, critico letterario italiano († 1960)
- 28 dicembre - Milena Mrazović, giornalista, scrittrice e compositrice austro-ungarica († 1927)
- 29 dicembre - Wilhelm His, medico svizzero († 1934)
- 29 dicembre - Victor Lardanchet, rugbista a 15 francese († 1936)
- 30 dicembre - William Hallock Park, batteriologo statunitense († 1939)
- 31 dicembre - Alfredo Panzini, scrittore, critico letterario e lessicografo italiano († 1939)

## Senza giorno specificato(69)
- Abdul Karim, funzionario indiano († 1909)
- Vittorio Alfieri, economista italiano († 1930)
- Arabo, armeno († 1893)
- Ashraf os-Saltaneh, giornalista, fotografo e fotoreporter († 1914)
- Reginald Bacon, ammiraglio britannico († 1947)
- Eugenio Barbarich, generale e scrittore italiano († 1931)
- Hugo Becker, violoncellista, insegnante e compositore tedesco († 1941)
- Angelo Bignotti, poeta italiano († 1923)
- František Blažek, architetto ceco († 1944)
- Eugène Brillié, ingegnere francese († 1940)
- Montague Browning, ammiraglio britannico († 1947)
- Warwick Buckland, regista, attore e sceneggiatore britannico († 1945)
- Raffaele Calace, mandolinista, compositore e liutaio italiano († 1934)
- Enrico Cassi, scultore italiano († 1913)
- Giovanni Battista Chiossi, generale italiano († 1926)
- Edoardo Collamarini, architetto italiano († 1928)
- Angelo Comolli, pittore, decoratore e docente italiano († 1949)
- Giuseppina Croci, italiana († 1955)
- Sydney Deane, attore e crickettista australiano († 1934)
- Herbert James Draper, pittore inglese († 1920)
- Achille Eugène Finet, botanico francese († 1913)
- Corrado Fossataro, avvocato italiano († 1930)
- Edward Frentz, arciere statunitense († 1943)
- Massimiliano Gallelli, pittore italiano († 1956)
- Bryan Godfrey-Faussett, ufficiale inglese († 1945)
- Alice Hawkins, attivista britannica († 1946)
- Mehdi Qoli Hedayat, politico iraniano († 1955)
- Mustafa Hilmi Pascià, generale ottomano († 1946)
- William Hope, fotografo britannico († 1933)
- Hu Weide, politico e diplomatico cinese († 1933)
- George Karsten, botanico tedesco († 1937)
- Mary Jane Kelly, irlandese († 1888)
- Kerala Varma VI, principe indiano († 1943)
- Sanzaburo Kobayashi, medico e chirurgo giapponese († 1926)
- Vahan Kurkjian, scrittore, storico e insegnante armeno († 1961)
- Salvatore La Ferla, generale italiano († 1931)
- Lawrence Lambe, geologo e paleontologo canadese († 1919)
- Ernesto Lamma, letterato e filologo italiano
- Antoni Lange, poeta e critico letterario polacco († 1929)
- Samuel Lipschütz, scacchista ungherese († 1905)
- Keni Liptzin, attrice russa († 1918)
- Augustus Edward Hough Love, fisico britannico († 1940)
- Raffaello Maurri, editore e liutaio italiano († 1935)
- Ugo Mazzola, economista italiano († 1899)
- Joseph Mendes da Costa, scultore olandese († 1939)
- Carlo Bartolomeo Musso, scultore e decoratore italiano († 1935)
- Vasilij Vasil'evič Novickij, politico russo († 1911)
- Emilio Paor, architetto italiano († 1935)
- George Henry Peters, astronomo statunitense († 1947)
- Periklīs Pierrakos-Mauromichalīs, schermidore greco († 1938)
- Luigi Pollari Maglietta, generale e dirigente sportivo italiano († 1949)
- Edoardo Ravazza, generale italiano († 1925)
- Ali Rida Pascià al-Rikabi, patriota e politico siriano († 1943)
- Husayn Rushdi, politico egiziano († 1928)
- Mario Salvini, scultore e imprenditore italiano († 1940)
- Spiro Samara, compositore greco († 1917)
- George L. Sargent, regista statunitense († 1944)
- Giuseppe Sartori, pittore italiano († 1922)
- Aleksandr Serafimovič, scrittore russo († 1949)
- Cornelius Shea, scrittore e sceneggiatore statunitense († 1952)
- Albert Edward Sterner, pittore e incisore statunitense († 1946)
- Otis Thayer, regista, attore e sceneggiatore statunitense († 1935)
- Vincenzo Trani, poliziotto italiano († 1931)
- Carlo Tuzzi, paroliere e scrittore italiano († 1912)
- Raymond Unwin, architetto e urbanista britannico († 1940)
- Giovanni Vacchetta, disegnatore italiano († 1940)
- Arturo Vigna, direttore d'orchestra italiano († 1927)
- Otto von Greyerz, drammaturgo svizzero († 1940)
- Viktor Karlovič Štember, pittore russo († 1921)